# Cătălin Harnagea
Cătălin Harnagea (n. 1 aprilie 1958, București, România) este un inginer și jurnalist român, care a îndeplinit funcția de director al Serviciului de Informații Externe în perioada 1997-2001.

## Biografie
Cătălin Harnagea s-a născut la data de 1 aprilie 1958, în municipiul București. A absolvit cursurile Facultății de Construcții Hidrotehnice din cadrul Institutului de Construcții București, iar ulterior și pe cele ale Colegiului Național de Apărare (promoția 1997).
După absolvirea facultății, a lucrat ca inginer constructor la SC "Energoconstrucția". După revoluție, în iunie 1990, el s-a reprofilat, devenind ziarist de politică externă la Jurnalul internațional, Viitorul românesc, Formula AS și România liberă și ocupând funcții de redactor, șef de departament, director executiv. În anul 1994, devine redactorul șef al Agentiei de știri ARPress.
În primăvara anului 1996, Cătălin Harnagea devine angajat în politică ca șef al campaniei electorale a lui Victor Ciorbea, candidat la Primăria Capitalei, iar apoi coordonator între campania electorală a Convenției Democrate din România și campania prezidențială a lui Emil Constantinescu.
Începând cu 1 decembrie 1996, Cătălin Harnagea a îndeplinit funcția de consilier prezidențial pentru probleme interguvernamentale, neguvernamentale și administrație locală, cancelarie și protocol . A fost eliberat din această funcție la 30 iulie 1997 , fiind numit în funcția de director al Serviciului de Informații Externe . 
Cătălin Harnagea a demisionat din funcția de director al SIE după schimbarea partidului de guvernământ la alegerile din noiembrie 2000, aprobându-i-se această demisie începând cu data de 1 februarie 2001 . 
A lucrat apoi în cadrul Petromidia până în 2002 . În anul 2004, el a cerut autorităților statului să elaboreze o lege prin care directorii serviciilor de informații care ies din sistem să beneficieze de protecție socială timp de patru ani, să li se interzică să facă parte din vreo formațiune politică sau să își creeze o structură politică, astfel încât să nu poată fi corupți economic. 
Cătălin Harnagea a fost partener cu fostul consilier prezidențial Dorin Marian (până ce acesta din urmă a devenit secretar de stat în anul 2007) la Icar Energy SRL (50%), companie care se ocupă de comerțul cu ridicata al combustibililor solizi, lichizi, gazoși și al produselor derivate, la Oltenia Motors SRL (35%), companie ce se ocupă cu vânzarea autoturismelor și la Mara Automobile SRL (76,66%), dealer BMW în România .
Se prezinta in judetul Valcea ca deputat la alegerile din toamna 2008, sub eticheta PNL, dar pierde in fata unui candidat local.
Conform CNSAS Cătălin Harnagea a fost supravegheat de catre Securitate in anii '87-'88 având numele de urmărit "Nero". Colegiul CNSAS a emis o adeverința privindu-l pe Harnagea în 12 mai 2009, documentul fiind postat pe site-ul instituției în 11 iunie. Harnagea a fost verificat de CNSAS în contextul candidaturii sale pentru un loc în Camera Deputaților, la alegerile parlamentare din 2008.
În timpul verificărilor privindu-l pe Harnagea, Direcția de Investigații a CNSAS a descoperit că Harnagea este titularul unui dosar de fond informativ relativ la perioada 1987-1988.
"Domnia sa a fost urmărit pentru clarificarea relațiilor pe care le-a avut cu ziariștii francezi care l-au contactat în luna noiembrie 1986, a datelor furnizate acestor ziariști, precum și pentru stabilirea «atitudinii și poziției prezente»", se arată în documentul CNSAS. Ziaristii francezi au fost trimisi de regizorul Radu Mihaileanu ce se afla deja in Franta.
Conform aceleiași adeverințe, Harnagea a avut numele conspirativ de urmărit "Nero".

## Distincții
Cătălin Harnagea a primit următoarele distincții:
- Ordinul Național „Pentru Merit” în grad de Mare Cruce (30 noiembrie 2000) - "pentru merite deosebite în apărarea intereselor fundamentale ale statului român" [11]